# Фаркаш, Имре
Имре Фаркаш (венг. Imre Farkas; 23 июня 1935, Будапешт — 10 августа 2020) — венгерский гребец-каноист, выступал за сборную Венгрии во второй половине 1950-х годов. Бронзовый призёр летних Олимпийских игр в Мельбурне и Риме, бронзовый призёр чемпионата Европы, победитель многих регат национального и международного значения.

## Биография
Имре Фаркаш родился 23 июня 1935 года в Будапеште. Активно заниматься греблей начал в с раннего детства, проходил подготовку в столичных спортивных клубах «Хонвед» и «Ференцвароши».
Первого серьёзного успеха на взрослом международном уровне добился в 1956 году, когда попал в основной состав венгерской национальной сборной и благодаря череде удачных выступлений удостоился права защищать честь страны на летних Олимпийских играх в Мельбурне. Вместе с напарником Йожефом Хуничем в двойках на десяти километрах занял третье место и завоевал тем самым бронзовую олимпийскую медаль, проиграв только экипажам из СССР и Франции.
После мельбурнской Олимпиады Фаркаш остался в основном составе гребной команды Венгрии и продолжил принимать участие в крупнейших международных регатах. Так, в 1957 году он побывал на чемпионате Европы в бельгийском Генте, откуда привёз награду бронзового достоинства, выигранную в зачёте двухместных каноэ на дистанции 1000 метров. Будучи одним из лидеров венгерской национальной сборной, благополучно прошёл квалификацию на Олимпийские игры 1960 года в Риме — на сей раз стартовал в двойках на тысяче метрах в паре с новым партнёром Андрашом Тёрё и вновь стал бронзовым призёром — в решающем заезде его обошли советский и итальянский экипажи. Вскоре по окончании этих соревнований принял решение завершить спортивную карьеру, уступив место в сборной молодым венгерским гребцам.